# Gare de Lausen
La gare de Lausen (en allemand Bahnhof Lausen) est la gare de Lausen, en Suisse.